# Broadway qui chante
Pour plus de détails, voir Fiche technique et Distribution.
Broadway Rhythm (Broadway Rhythm) est un film musical américain réalisé par Roy Del Ruth et sorti en 1944.

## Synopsis
Murphy joue le rôle d'un producteur de comédie musicale à succès de Broadway nommé Johnnie Demming. Il a besoin d'une vedette pour son nouveau spectacle. Il est épris de la star de cinéma glamour, Helen Hoyt, et lui offre le rôle, mais elle le refuse parce qu'elle veut être sûre qu'elle obtiendra un succès. Le père de Johnnie, retraité du vaudeville, veut monter son propre spectacle. Il obtient la participation de sa fille, Patsy et aussi Helen. Johnnie se sent trahi par son père.

## Fiche technique
- Réalisation : Roy Del Ruth
- Scénario : Dorothy Kingsley et Harry Clork, histoire de Jack McGowan d'après la comédie musicale Very Warm for May (en) de Jerome Kern et Oscar Hammerstein II
- Producteur : Jack Cummings
- Photographie : Leonard Smith, A.S.C.
- Montage : Albert Akst
- Genre : Film musical[1]
- Direction musicale et supervision : Johnny Green
- Production : Metro-Goldwyn-Mayer
- Durée : 115 minutes
- Date de sortie :
  - États-Unis : 13 avril 1944

## Distribution
- George Murphy : Jonnie Demming
- Ginny Simms : Helen Hoyt
- Charles Winninger : Sam Demming
- Gloria DeHaven : Patsy Demming
- Nancy Walker : Trixie Simpson
- Ben Blue : Felix Gross
- Lena Horne : Fernway de la Fer
- Eddie "Rochester" Anderson : Eddie
- Tommy Dorsey and his Orchestra
- Hazel Scott : elle-même
- Kenny Bowers : Ray Kent

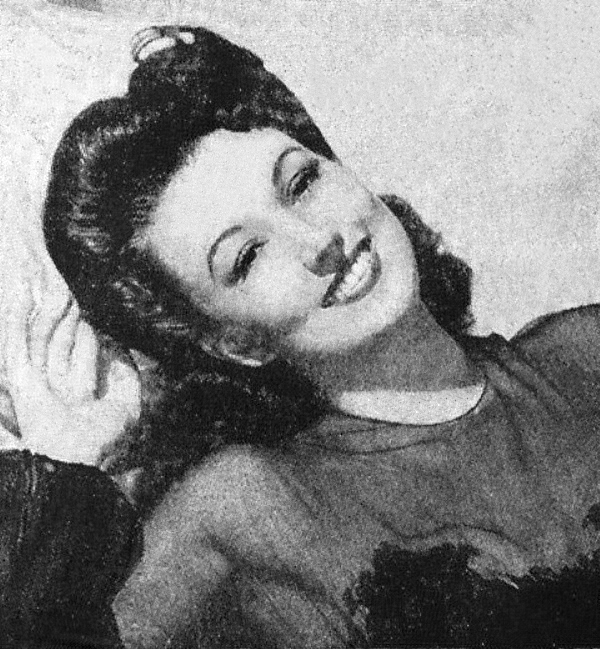
Ginny Simms en 1943.

- The Ross Sisters : Maggie, Aggie et Elmira
- Dean Murphy : Hired Man
- Louis Mason : Farmer
- Bunny Waters : Bunnie
- Walter B. Long : Doug Kelly
- Sara Haden : Miss Wynn